# Osani
Osani ist eine Gemeinde mit 95 Einwohnern (Stand 1. Januar 2022) an der Westküste Korsikas mit einer Fläche von 51,53 km².

## Geografie
Osani ist die nördlichste und westlichste Gemeinde des Départements Corse-du-Sud. Zur Gemeinde gehören die Ortschaften Osani, Curzu und Girolata und das Naturschutzgebiet Réserve de Scandola.

## Bevölkerung
| Jahr      | 1962 | 1968 | 1975 | 1982 | 1990 | 1999 | 2016 |
| --------- | ---- | ---- | ---- | ---- | ---- | ---- | ---- |
| Einwohner | 178  | 184  | 175  | 121  | 103  | 90   | 96   |

## Sehenswürdigkeiten
- Fischerort Girolata mit alter Befestigung
- Tour de Sia (Porto)
- Tour de Gargalo
- Tour de l'Imbuto